# Umberto Silvestri
Umberto Silvestri (Roma, 6 settembre 1915 – Roma, 28 maggio 2009) fu un attore cinematografico e sportivo italiano, attivo sia nella lotta greco-romana che nel rugby, entrambe discipline in cui, oltre a laurearsi campione nazionale, rappresentò l'Italia in ambito internazionale: fu, infatti, lottatore olimpico in tre edizioni dei Giochi estivi tra il 1936 e il 1952, e scese in campo in due incontri dell'Italia di rugby nel 1949.
Già attore in ruoli minori cinematografici al tempo dell'attività sportiva, dopo il ritiro fu anche allenatore di rugby: per un quadriennio ricoprì il ruolo di commissario tecnico della nazionale, anche se in abbinamento ad altri selezionatori federali.

## Attività sportiva
Partecipò alle olimpiadi del 1936, ottenendo il 5 posto tra i pesi medio-massimi nella lotta greco-romana. Partecipò anche alle olimpiadi del 1948, ma si ritirò. Alle olimpiadi del 1952 fu sesto sempre tra i pesi medio-massimi.

## Filmografia
Come attore ricoprì ruoli minori in vari film.
- La corona di ferro, regia di Alessandro Blasetti (1941)
- La pantera nera, regia di Domenico Gambino (1941)
- Tutta la città canta, regia di Riccardo Freda (1943)
- Harlem, regia di Carmine Gallone (1943)
- Dove sta Zazà?, regia di Giorgio Simonelli (1947)
- Fabiola, regia di Alessandro Blasetti (1949)
- Il leone di Amalfi, regia di Pietro Francisci (1950)
- La figlia del mendicante, regia di Carlo Campogalliani (1951)
- Tizio Caio Sempronio, regia di Marcello Marchesi, Vittorio Metz e Alberto Pozzetti (1951)
- La regina di Saba, regia di Pietro Francisci (1952)
- Spartaco - Il gladiatore della Tracia, regia di Riccardo Freda (1953)
- Teodora, regia di Riccardo Freda (1954)
- Ulisse, regia di Mario Camerini (1954)
- Io, Semiramide, regia di Primo Zeglio (1962)
- Il vendicatore mascherato, regia di Pino Mercanti (1964)
- Il conformista, regia di Bernardo Bertolucci (1970)